# ماروین پوریه
ماروین پوریه (انگلیسی: Marvin Pourié؛ زادهٔ ۸ ژانویهٔ ۱۹۹۱) بازیکن فوتبال اهل آلمان است که در پست فوروارد بازی می‌کند.
از باشگاه‌هایی که در آن بازی کرده‌است می‌توان به باشگاه فوتبال شالکه ۰۴، باشگاه فوتبال لیورپول، باشگاه فوتبال مونیخ ۱۸۶۰، باشگاه فوتبال مونیخ ۱۸۶۰، باشگاه فوتبال کپنهاگن، باشگاه فوتبال زولته وارخم، و باشگاه فوتبال اوفا اشاره کرد.
وی همچنین در تیم ملی فوتبال زیر ۱۸ سال آلمان بازی کرده‌است.